# جایزه بزرگ مجارستان ۲۰۲۱
جایزه بزرگ مجارستان ۲۰۲۱ (که به‌طور رسمی با نام فرمول یک رولکس مگیار ناگیدیژ ۲۰۲۱ شناخته می‌شود) یک مسابقه اتومبیل‌رانی فرمول یک است که در تاریخ ۱ اوت ۲۰۲۱ در پیست هونگارورینگ شهر موگورود، مجارستان برگزار شد. این یازدهمین دور از مسابقات جهانی فرمول یک ۲۰۲۱ خواهد بود.

## زمینه

### جدول رده‌بندی قهرمانی قبل از مسابقه
پس از برخورد مدعیان عنوان قهرمانی، ماکس فرستاپن (ردبول ریسینگ) و لوئیس همیلتون (مرسدس) در دور اول جایزه بزرگ بریتانیا، برتری فرستاپن در رده‌بندی رانندگان به ۸ امتیاز کاهش یافت. پس از آنها راننده مک‌لارن، لاندو نوریس با ۶۴ امتیاز در رده سوم و هم تیمی همیلتون، والتری بوتاس، با ۵۹ امتیاز در رده چهارم قرار دارند.
به‌علاوه، مرسدس در رده‌بندی سازندگان فاصله بین خود و ردبول را به چهار امتیاز کاهش داده بود. مک‌لارن ۱۶۳ امتیاز در رده سوم قرار دارد و اسکودریا فراری با ۱۴۸ امتیاز در رده چهارم و اسکودریا آلفاتاوری با ۴۹ امتیاز رتبه پنجم را کسب کرده‌اند.

### شرکت کنندگان
رابرت کوبیکا قرار است در اولین جلسه تمرین به جای کیمی رایکونن برای آلفارومئو ریسینگ رانندگی کند.

### انتخاب تایر
تأمین کننده تایر مسابقات، پیرلی ترکیبات سی۲ برای تایر هارد، سی۳ میدیوم و سی۴ سافت را برای استفاده در مسابقه اختصاص داده‌است.

## تمرین

### تمرین یک
ماکس فرستاپن، صدرنشین مسابقات، در اولین تمرین جایزه بزرگ مجارستان سریع‌ترین زمان را ثبت کرد و جلوتر از رانندگان مرسدس والتری بوتاس و لوئیس همیلتون قرار گرفت. جلسه به‌طور مختصر برای تصادف یوکی سونودا در پیچ ۴ پرچم قرمز داده شد. بعد از چند دقیقه و پس از خروج ماشین سونودا تمرین آزاد اول ادامه پیدا کرد.
| ج. | راننده        | زمان     | زمان   | دور |
| ج. | راننده        | زمان     | فاصله  | دور |
| -- | ------------- | -------- | ------ | --- |
| ۱  | ماکس فرستاپن  | ۱:۱۷٫۵۵۵ |        | ۲۱  |
| ۲  | والتری بوتاس  | ۱:۱۷٫۶۱۶ | ۰٫۰۶۱+ | ۲۶  |
| ۳  | لوئیس همیلتون | ۱:۱۷٫۷۲۳ | ۰٫۱۶۷+ | ۲۵  |
| ۴  | کارلوس ساینز  | ۱:۱۸٫۱۱۵ | ۰٫۵۷۰+ | ۲۴  |
| ۵  | پیر گاسلی     | ۱:۱۸٫۱۸۱ | ۰٫۶۲۶+ | ۲۷  |

### تمرین دو
راننده مرسدس، والتری بوتاس دومین تمرین جمعه خود را در جایزه بزرگ مجارستان به عنوان سریع‌ترین راننده به پایان رساند. هم‌تیمی او لوئیس همیلتون با اختلاف اندک ۰٫۰۲۷ ثانیه‌ای در رتبه دوم قرار گرفت و ماکس فرستاپن راننده ردبول که با کم فرمانی در تقلا بود سوم شد. استابان اوکون از آلپاین که قبل از تمرین روز جمعه، شاسی ماشینش تعویض شده بود با اختلاف ۰٫۷۴۷ ثانیه‌ای نسبت به والتری بوتاس چهارم شد و سرجیو پرز از ردبول پنجم شد.
| ج. | راننده        | زمان     | زمان   | دور |
| ج. | راننده        | زمان     | فاصله  | دور |
| -- | ------------- | -------- | ------ | --- |
| ۱  | والتری بوتاس  | ۱:۱۷٫۰۱۲ |        | ۲۹  |
| ۲  | لوئیس همیلتون | ۱:۱۷٫۰۳۹ | ۰٫۰۲۷+ | ۲۷  |
| ۳  | ماکس فرستاپن  | ۱:۱۷٫۳۱۰ | ۰٫۲۹۸+ | ۲۴  |
| ۴  | استابان اوکون | ۱:۱۷٫۷۵۹ | ۰٫۷۴۷+ | ۲۹  |
| ۵  | سرجیو پرز     | ۱:۱۷٫۸۲۴ | ۰٫۸۱۲+ | ۲۳  |

### تمرین سه
لوئیس همیلتون از مرسدس توانست سریع‌ترین زمان را در تمرین سوم ثبت کند. ماکس فرستاپن با اختلاف ۰٫۰۸۸ ثانیه‌ای دوم شد و والتری بوتاس دیگر راننده مرسدس سوم شد. تصادف میک شوماخر از تیم هاس که منجر دادن پرچم قرمز و توقف هفت دقیقه‌ای تمرین شد و پس از خروج ماشین شوماخر تمرین ادامه پیدا کرد. رانندگان فراری توانستند چهارمین و پنجمین زمان سریع تمرین سه را ثبت کنند.
| ج. | راننده        | زمان     | زمان   | دور |
| ج. | راننده        | زمان     | فاصله  | دور |
| -- | ------------- | -------- | ------ | --- |
| ۱  | لوئیس همیلتون | ۱:۱۶٫۸۲۶ |        | ۲۰  |
| ۲  | ماکس فرستاپن  | ۱:۱۶٫۹۱۴ | ۰٫۰۸۸+ | ۱۳  |
| ۳  | والتری بوتاس  | ۱:۱۷٫۰۵۵ | ۰٫۲۲۹+ | ۱۵  |
| ۴  | کارلوس ساینز  | ۱:۱۷٫۴۹۷ | ۰٫۶۷۱+ | ۲۰  |
| ۵  | شارل لکلرک    | ۱:۱۷٫۵۲۰ | ۰٫۶۹۴+ | ۱۶  |

## تعیین خط
| جایگاه              | راننده            | شماره | تیم                | زمان‌ها    | زمان‌ها    | زمان‌ها   |
| جایگاه              | راننده            | شماره | تیم                | Q1        | Q2        | Q3       |
| ------------------- | ----------------- | ----- | ------------------ | --------- | --------- | -------- |
| ۱                   | لوییس همیلتون     | ۴۴    | مرسدس              | ۱:۱۶٫۴۲۴  | ۱:۱۶٫۵۵۳  | ۱:۱۵٫۴۱۹ |
| ۲                   | والتری بوتاس      | ۷۷    | مرسدس              | ۱:۱۶٫۵۶۹  | ۱:۱۶٫۷۰۲  | ۱:۱۵٫۷۳۴ |
| ۳                   | ماکس فرستاپن      | ۳۳    | ردبول ریسینگ-هوندا | ۱:۱۶٫۲۱۴  | ۱:۱۵٫۶۵۰  | ۱:۱۵٫۸۴۰ |
| ۴                   | سرجیو پرز         | ۱۱    | ردبول ریسینگ-هوندا | ۱:۱۷٫۲۳۴  | ۱:۱۶٫۴۴۳  | ۱:۱۶٫۴۲۱ |
| ۵                   | پیر گسلی          | ۱۰    | آلفاتاوری-هوندا    | ۱:۱۶٫۸۷۴  | ۱:۱۶٫۳۹۴  | ۱:۱۶٫۴۸۳ |
| ۶                   | لاندو نوریس       | ۴     | مک‌لارن-مرسدس       | ۱:۱۷٫۰۸۱  | ۱:۱۶٫۳۸۵  | ۱:۱۶٫۴۸۹ |
| ۷                   | شارل لکلرک        | ۱۶    | فراری              | ۱:۱۷٫۰۸۴  | ۱:۱۶٫۵۷۴  | ۱:۱۶٫۴۹۶ |
| ۸                   | استابان اوکون     | ۳۱    | آلپاین-رنو         | ۱:۱۷٫۳۶۷  | ۱:۱۶٫۷۶۶  | ۱:۱۶٫۶۵۳ |
| ۹                   | فرناندو آلونسو    | ۱۴    | آلپاین-رنو         | ۱:۱۷٫۱۲۳  | ۱:۱۶٫۵۴۱  | ۱:۱۶٫۷۱۵ |
| ۱۰                  | سباستین فتل       | ۵     | استون مارتین-مرسدس | ۱:۱۷٫۱۰۵  | ۱:۱۶٫۷۹۴  | ۱:۱۶٫۷۵۰ |
| ۱۱                  | دنیل ریکیاردو     | ۳     | مک‌لارن-مرسدس       | ۱:۱۷٫۶۶۴  | ۱:۱۶٫۸۷۱  | —        |
| ۱۲                  | لانس استرول       | ۱۸    | استون مارتین-مرسدس | ۱:۱۷٫۰۳۸  | ۱:۱۶٫۸۹۳  | —        |
| ۱۳                  | کیمی رایکونن      | ۷     | آلفارومئو-فراری    | ۱:۱۷٫۵۵۳  | ۱:۱۷٫۵۶۴  | —        |
| ۱۴                  | آنتونیو جوویناتزی | ۹۹    | آلفارومئو-فراری    | ۱:۱۷٫۷۷۶  | ۱:۱۷٫۵۸۳  | —        |
| ۱۵                  | کارلوس ساینز      | ۵۵    | فراری              | ۱:۱۶٫۶۴۹  | بدون زمان | —        |
| ۱۶                  | یوکی سونودا       | ۲۲    | آلفاتاوری-هوندا    | ۱:۱۷٫۹۱۹  | —         | —        |
| ۱۷                  | جورج راسل         | ۶۳    | ویلیامز-مرسدس      | ۱:۱۷٫۹۴۴  | —         | —        |
| ۱۸                  | نیکلاس لطیفی      | ۶     | ویلیامز-مرسدس      | ۱:۱۸٫۰۳۶  | —         | —        |
| ۱۹                  | نیکیتا مازپین     | ۹     | هاس-فراری          | ۱:۱۸٫۹۲۲  | —         | —        |
| زمان ۱۰۷٪: ۱:۲۱٫۵۴۸ |                   |       |                    |           |           |          |
| -۱                  | میک شوماخر        | ۴۷    | هاس-فراری          | بدون زمان | —         | —        |
| منابع:              |                   |       |                    |           |           |          |

#### یادداشت
- ^ ۱ - میک شوماخر به دلیل تصادفی که در سومین جلسه تمرین رخ داد، نتوانست در تعیین خط شرکت کند. او همچنین به دلیل تعویض گیربکس، جریمه دریافت کرد. این جریمه هیچ تفاوتی برای شوماخر نداشت زیرا او قرار بود مسابقه را از رده آخر شروع کند.[۷]

## مسابقه
| جایگاه                                                        | شماره | راننده            | سازنده             | دور | زمان        | امتیاز |
| ------------------------------------------------------------- | ----- | ----------------- | ------------------ | --- | ----------- | ------ |
| ۱                                                             | ۳۱    | استابان اوکون     | آلپاین-رنو         | ۷۰  | ۲:۰۴:۴۳٫۱۹۹ | ۲۵     |
| ۲                                                             | ۴۴    | لوییس همیلتون     | مرسدس              | ۷۰  | ۲٫۷۳۶+      | ۱۸     |
| ۳                                                             | ۵۵    | کارلوس ساینز      | فراری              | ۷۰  | ۱۵٫۰۱۸+     | ۱۵     |
| ۴                                                             | ۱۴    | فرناندو آلونسو    | آلپاین-رنو         | ۷۰  | ۱۵٫۶۵۱+     | ۱۲     |
| ۵                                                             | ۱۰    | پیر گسلی          | آلفاتاوری-هوندا    | ۷۰  | ۱:۰۳٫۶۱۴+   | ۱۱۱    |
| ۶                                                             | ۲۲    | یوکی سونودا       | آلفاتاوری-هوندا    | ۷۰  | ۱:۱۵٫۸۰۳+   | ۸      |
| ۷                                                             | ۶     | نیکلاس لطیفی      | ویلیامز-مرسدس      | ۷۰  | ۱:۱۷٫۹۱۰+   | ۶      |
| ۸                                                             | ۶۳    | جورج راسل         | ویلیامز-مرسدس      | ۷۰  | ۱:۱۹٫۰۹۴+   | ۴      |
| ۹                                                             | ۳۳    | ماکس فرستاپن      | ردبول ریسینگ-هوندا | ۷۰  | ۱:۲۰٫۲۴۴+   | ۲      |
| ۱۰                                                            | ۷     | کیمی رایکونن      | آلفارومئو-فراری    | ۶۹  | +۱ دور      | ۱      |
| ۱۱                                                            | ۳     | دنیل ریکیاردو     | مک‌لارن-مرسدس       | ۶۹  | +۱ دور      |        |
| ۱۲                                                            | ۴۷    | میک شوماخر        | هاس-فراری          | ۶۹  | +۱ دور      |        |
| ۱۳                                                            | ۹۹    | آنتونیو جوویناتزی | آلفارومئو-فراری    | ۶۹  | +۱ دور      |        |
| ب.                                                            | ۹     | نیکیتا مازپین     | هاس-فراری          | ۳   | برخورد      |        |
| ب.                                                            | ۴     | لاندو نوریس       | مک‌لارن-مرسدس       | ۲   | برخورد      |        |
| ب.                                                            | ۷۷    | والتری بوتاس      | مرسدس              | ۰   | برخورد      |        |
| ب.                                                            | ۱۱    | سرجیو پرز         | ردبول ریسینگ-هوندا | ۰   | برخورد      |        |
| ب.                                                            | ۱۶    | شارل لکلرک        | فراری              | ۰   | برخورد      |        |
| ب.                                                            | ۱۸    | لانس استرول       | استون مارتین-مرسدس | ۰   | برخورد      |        |
| ر. ص.                                                         | ۵     | سباستین فتل       | استون مارتین-مرسدس | ۷۰  | نمونه سوخت۲ |        |
| سریع‌ترین دور: پیر گاسلی (آلفاتاوری-هوندا) - ۱:۱۸٫۳۹۴ (دور ۷۰) |       |                   |                    |     |             |        |
| منابع:                                                        |       |                   |                    |     |             |        |

## رده‌بندی قهرمانی پس از مسابقه
جدول رده‌بندی قهرمانی رانندگان
| ت. ج      | جایگاه | راننده        | امتیازات |
| --------- | ------ | ------------- | -------- |
| ۱         | ۱      | لوئیس همیلتون | ۱۹۵      |
| ۱         | ۲      | ماکس فرستاپن  | ۱۸۷      |
| Unchanged | ۳      | لاندو نوریس   | ۱۱۳      |
| Unchanged | ۴      | والتری بوتاس  | ۱۰۸      |
| Unchanged | ۵      | سرجیو پرز     | ۱۰۴      |
| منبع:     |        |               |          |

جدول رده‌بندی قهرمانی سازندگان
| ت. ج  | جایگاه | سازنده             | امتیازات |
| ----- | ------ | ------------------ | -------- |
| ۱     | ۱      | مرسدس              | ۳۰۳      |
| ۱     | ۲      | ردبول ریسینگ-هوندا | ۲۹۱      |
| ۱     | ۳      | فراری              | ۱۶۳      |
| ۱     | ۴      | مک‌لارن-مرسدس       | ۱۶۳      |
| ۲     | ۵      | آلپاین-رنو         | ۷۷       |
| منبع: |        |                    |          |